# رئاسة جيمس مونرو
بدأت رئاسة جيمس مونرو في 4 مارس من العام 1817، عندما نُصّب جيمس مونرو رئيسًا للولايات المتحدة، وانتهت في 4 مارس 1825. تولى مونرو، والذي كان خامس رئيس للولايات المتحدة، منصبَه بعد فوزه في الانتخابات الرئاسية للعام 1816 بهامش كبير على منافسه الفيدرالي روفوس كينغ. وتُعتبر تلك آخر انتخابات قدم فيها الفدراليون مرشحًا رئاسيًا، ولم يكن لمونرو منافسين في الانتخابات الرئاسية للعام 1820. كان مونرو عضوًا في الحزب الديمقراطي الجمهوري، وخلَفه وزير الخارجية جون كوينسي آدامز.
سعى مونرو للتخلص من الأحزاب السياسية، وخلال فترة رئاسته، اضمحّل الحزب الفيدرالي باعتباره مؤسسة وطنية. كما توقف الجمهوريون الديمقراطيون عن العمل تحت مظلة حزب سياسي موحد، وغالبًا ما تُسمّى الفترة التي شغل فيها مونرو منصب الرئيس باسم «حقبة المشاعر الحسنة» نظرًا لغياب الصراع حزبي. على المستوى المحلي، واجه مونرو ذعر العام 1819، والذي كان أول ركود كبير في الولايات المتحدة منذ اعتماد الدستور. دعم مونرو العديد من مشاريع البنية التحتية الممولة اتحاديًا، ولكنه استخدم حق النقض للحيلولة دون تنفيذ مشاريع أخرى بسبب مخاوفَ تتعلق بدستوريتها. ودعم مونرو تسوية ميزوري، التي ضمّت ولاية ميزوري بوصفها ولاية رقيق، إنما حظرت الرقّ في باقي الأراضي الواقعة شمال خط العرض 36°30′ شمالًا.
وعلى صعيد السياسة الخارجية، حصل مونرو ووزير الخارجية آدامز على مستعمرة فلوريدا الشرقية من إسبانيا بموجب معاهدة آدمز-أونيس، في إنجازٍ لطالما سعى لتحقيقه مونرو ومَن سبقه من الرؤساء. وُقّعت معاهدة آدمز-أونيس بعد حرب السيمينول الأولى، ووطدت كذلك سيطرة الولايات المتحدة على فلوريدا الغربية، ورسّمت الحدود الغربية للولايات المتحدة، وتضمنت تخلّي إسبانيا عن مطالبتها بمقاطعة أوريغون. كما أبرمت إدارة مونرو معاهدتين مع بريطانيا، وهو ما شكّل حالة تقارب بين البلدين بعد حرب 1812. وجعلت معاهدة راش-باغوت الحدود الأمريكية مع أمريكا الشمالية البريطانية منطقة منزوعة السلاح، في حين حلت معاهدة 1818 بعض النزاعات الحدودية، وقدمت تسوية مشتركة لمقاطعة أوريغون. حمل مونرو تعاطفًا عميقًا مع الحركات الثورية في أمريكا اللاتينية، وعارض النفوذ الأوروبي في المنطقة. في العام 1823، أعلن مونرو عمّا سُمّي بمبدأ مونرو، والذي نصّ على حفاظ الولايات المتحدة على حيادها فيما يتعلق بالشؤون الأوروبية، ولكن عدم قبولها استعمارًا جديدًا للقوى الأوروبية في أمريكا اللاتينية.
في انتخابات الرئاسة للعام 1824، حاول أربعة أعضاء من الحزب الجمهوري الديمقراطي التنافس على خلافة مونرو، الذي ظل محايدًا بين المرشحين. وفي انتخابات طارئة، خرج آدامز منتصرًا بتفوّقه على الجنرال أندرو جاكسون ووزير الخزانة وليام إيتش كراوفورد. إجمالًا، تصنّف استطلاعات الرأي التي يُجريها المؤرخون وعلماء السياسة مونرو على أنه رئيس فوق مستوى المتوسط.

## انتخابه في العام 1816
أظهرت قيادة مونرو في زمن الحرب خلال رئاسة ماديسون أنه سيكون وريث الجمهوريين الديمقراطيين، إنما لم يحصل مونرو على دعم جميع قادة الأحزاب للترشح في الفترة التي سبقت انتخابات الرئاسة للعام 1816. حاز وزير الخزانة ويليام إيتش كراوفورد على دعم العديد من أعضاء الكونغرس لولايات الجنوب والغرب، وتوجّس العديد منهم من دعم ماديسون ومونرو لإنشاء بنك الولايات المتحدة الثاني. كما رفض الجمهوريون الديمقراطيون في نيويورك احتمالية فوز شخص آخر من فيرجينيا بالرئاسة، وأيدوا ترشيح الحاكم دانيال تومبكينس.
على الرغم من رغبة كراوفورد في الترشح، فهو لم يعارض ترشيح مونرو بشدّة، إذ أمل في تقديم نفسه خلفًا لمونرو في العام 1820 أو 1824. في مؤتمر الترشيح بالكونغرس الذي انعقد في مارس 1816، هزم مونرو كراوفورد بنتيجة 65 مقابل 54 صوتًا، وأصبح مرشح الحزب لانتخابات الرئاسة. فاز تومبكينس بترشيح الحزب لمنصب نائب الرئيس.
قدّم الحزب الفيدرالي الذي كان في حالة مواتٍ قدّم روفوس كينغ مرشحًا للرئاسة، لكن الفيدراليين لم ينظموا حركة معارضة معتبرة بعد انتهاء حرب عام 1812 التي عارضوها. حاول بعض معارضي مونرو اللجوء إلى ديويت كلينتون، خصم ماديسون في انتخابات عام 1812، لكن كلينتون رفض الانخراط في سباق الرئاسة. حصل مونرو على 183 صوتًا انتخابيًا من أصل 217 صوتًا، وفاز بجميع الولايات، ما عدا ماساتشوستس، وكونيتيكت، وديلاوير.
في انتخابات الكونغرس المنعقدة في نفس الوقت، أحرز الجمهوريون الديمقراطيون على عدة مقاعد في مجلس النواب، ممّا أتاح لهم السيطرة على ثلاثة أرباع المجلس. يُعدّ مونرو آخر رئيس مِمّن يُطلق عليهم تسمية الآباء المؤسسين للولايات المتحدة، وكذلك آخر رئيس لما يُعرف بـاسم «سلالة فرجينيا»، وهو مصطلح يستخدم أحيانًا للإشارة إلى كون أربعة من الرؤساء الخمسة الأوائل للبلاد هم من ولاية فرجينيا.

## الإدارة
عين مونرو حكومة متوازنة جغرافيًا، ترأّس من خلالها السلطة التنفيذية. بناءً على طلب مونرو، استمر كراوفورد في منصبه كوزير للخزانة. كما قرر مونرو الإبقاء على بنجامين وليامز كراونينشيلد من ماساتشوستس وزيرًا للبحرية، وريتشارد راش من ولاية بنسلفانيا مدعيًا عامًا. وإقرارًا منه بمشاعر الاستياء في ولايات الشمال من استمرار رئاسة سلالة فرجينيا، اختار مونرو جون كوينسي آدامز من ماساتشوستس ليشغل منصب وزير الخارجية المرموق، مما جعل آدامز المرشح الأكبر حظًا في خلافة مونرو كرئيس في نهاية الأمر. باعتباره دبلوماسيًا متمرسًا، انسحب آدامز من الحزب الفيدرالي في العام 1807 بغية دعم سياسة توماس جفرسون الخارجية، وكان مونرو يأمل في أن يؤدي تعيين آدامز إلى تشجيع عدد أكبر من الفيدراليين على ترك الحزب.
عرض مونرو منصب وزير الحرب على هنري كلاي من كنتاكي، لكن لم يكن كلاي راغبًا في العمل في حكومة مونرو سوى في منصب وزير الخارجية. فأدى قرار مونرو بتعيين آدامز وزيرًا للخارجية إلى إثارة حفيظة كلاي، وبالتالي عارض كلاي العديد من سياسات إدارة مونرو. بعد أن رفض الجنرال أندرو جاكسون والحاكم آيزاك شيلبي منصب وزير الحرب، التفت مونرو إلى عضو الكونغرس عن ساوث كارولينا جون كالهون، ممّا أفضى إلى تشكيل الحكومة بدون شخصية بارزة من الولايات الغربية. في أواخر العام 1817، عُيّن راش سفيرًا في بريطانيا، وخلفه ويليام ويرت في منصب المدعي العام. باستثناء كراونينشيلد، بقي الوزراء الذي عيّنهم مونرو في الحكومة في مناصبهم طوال فترة رئاسته.

## التعيينات القضائية
في سبتمبر من العام 1823، تلقى وزير البحرية سميث طومسون تعيينًا من الرئيس مونرو خلال فترة راحة مجلس الشيوخ لمقعد في المحكمة العليا كان هنري بروكهولست ليفينغستون قد تركه. ورُشّح رسميًا لذلك المقعد في 5 ديسمبر 1823، وأقرّ مجلس الشيوخ في الولايات المتحدة تعيينه في 9 ديسمبر. ربطت طومسون بمونرو علاقة طيبة، وكان لديه سجل طويل من العمل في المؤسسات العامة، ومثل ليفينغستون، ينحدر من ولاية نيويورك. وفكّر مونرو في ترشيح السناتور مارتن فان بورين، ورجليّ القانون أمبروز سبنسر، وجيمس كينت. يُعتبر طومسون هو القاضي الوحيد الذي عيّنه مونرو في المحكمة العليا، بالرغم من أنه عين كذلك 21 قاضيًا في محاكم المقاطعات بالولايات المتحدة خلال فترة رئاسته.